# ینووک تر-هاکوبیان
ینوُک هاکوبی تر-هاکوبیان (ارمنی: Ենովք Հակոբի Տեր-Հակոբյան؛ زاده ۲۴ مهٔ ۱۹۰۰ – درگذشته ۱۵ مارس ۱۹۶۶) نقاش، مجسمه‌ساز و موسیقی‌دان ارمنی‌تبار اهل ایالات متحده بود بود. ت می‌کرد.

## زندگی‌نامه
ینوُک تر-هاکوبیان در ۲۴ مهٔ ۱۹۰۰ در ایشخانیکوم در نزدیکی دریاچه وان ارمنستان غربی به دنیا آمد پدرش هاکوب، کشیش کلیسای صلیب مقدس (آختامار) بود. در جریان نسل‌کشی ارمنی‌هابا کمک مبلغین مذهبی آمریکایی ینوک و خانواده اش به ایروان پناه بردند. در سال ۱۹۱۶ وی در تفلیس در رشته هنری آموزش دید. سپس به استخدام Near East Relief Foundation درآمد و بین سال‌های ۱۹۱۸ تا ۱۹۲۳ مدیریت دو یتیم‌خانه در گاوار و ایروان را برعهده داشت. وی در اوت ۱۹۴۸ با نوارت کالارچیان ازدواج نمود و سپس همراه با وی به یانکرز، نیویورک نقل مکان نمود. وی در ۱۵ مارس ۱۹۶۶ در سن ۶۵ سالگی در اثر سکته قلبی درگذشت.

## پیشه هنری
در سال ۱۹۲۳ تر-هاکوبیان به ایالات متحده آمریکا مهاجرت نمود و در نهایت در بوستن سکنی گزید.